# Psychologie soufie
Il y a trois idées centrales dans la psychologie islamique soufie :
- les Nafs (l'ego, l'âme ou psyché),
- le Qalb (cœur)
- le Ruh (l'esprit)

L'origine de ces termes est coranique et pendant des siècles ils ont fait l'objet de commentaires soufis.